# Gustave Ferrié
Gustave-Auguste Ferrié (19 de noviembre de 1868 - 16 de febrero de 1932) fue un militar francés, pionero de la radiofonía.

## Biografía

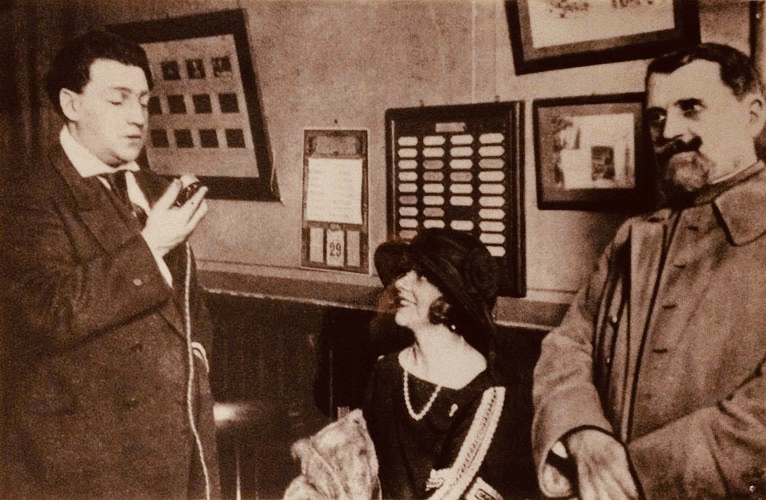
Con Sacha Guitry (al micrófono) e Yvonne Printemps

Ferrié nació en Saint-Michel-de-Maurienne, Saboya. Después de estudiar en la ciudad meridional de Draguignan, recibiendo el Premio Claude Gay, se graduó en la École Polytechnique en 1891. Ingresó como oficial del Cuerpo de Ingenieros del Ejército Francés, especializado en el servicio de telégrafos militares. Después de ser designado miembro de un comité que estudió la viabilidad de la telegrafía inalámbrica entre Francia e Inglaterra, en 1899 llevó a cabo las citadas comunicaciones en colaboración con Guillermo Marconi.
Expuso sus trabajos el 22 de agosto de 1900, durante el Congreso Internacional sobre Electricidad organizado en París, con la ponencia titulada: “L'état actuel et les progès de la télégraphie sans fil” (Actual conocimiento y progreso de la telegrafía inalámbrica).
En 1903 Ferrié inventó un novedoso detector electrolítico, ideado independientemente también por Michael Pupin (1899), Reginald Fessenden (1903), y W. Schloemilch (1903). No obtuvo financiación del Ejército cuando intentó establecer una red telegráfica sin hilos (en aquella época se privilegiaban las señales ópticas y las palomas mensajeras, por considerarlas más fiables), pero pudo continuar sus trabajos gracias a Gustave Eiffel, que financió con su dinero el proyecto, aceptando que instalese una antena en la cumbre de su torre. Aquel mismo año de 1903 también propuso colocar cables suspendidos desde la Torre Eiffel como antenas de radiotelegrafía de largo alcance. Bajo su dirección se instaló un transmisor en la torre, incrementando su alcance inicial de 400 km hasta los 6.000 km en 1908. A continuación se dedicó al desarrollo de transmisores móviles para unidades militares.

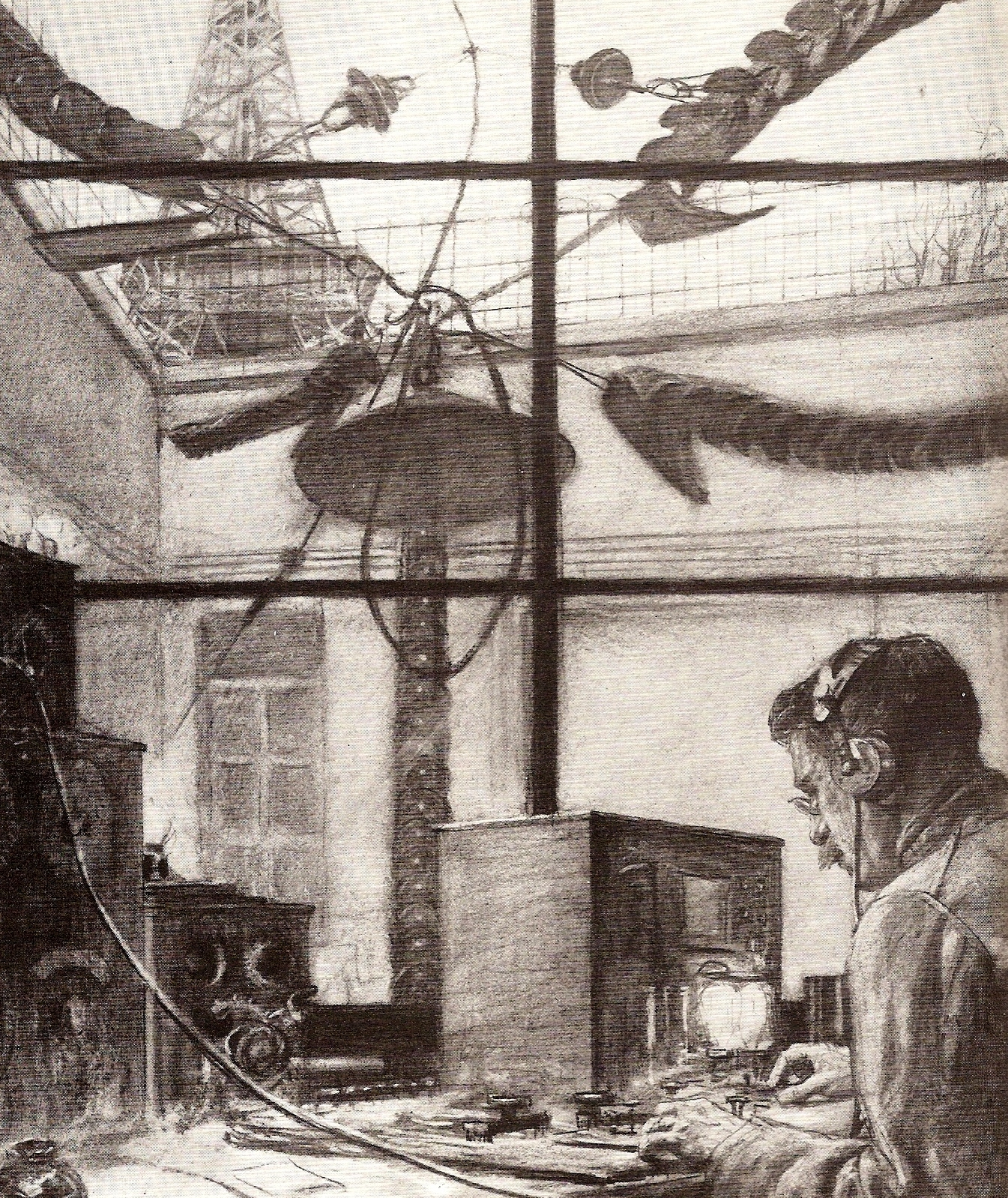
Estación radiotelegráfica de la Torre Eiffel (1914)

Ferrié dirigió la Radiotelegrafía Militar Francesa antes y durante la Primera Guerra Mundial. En 1914 incorporó un importante avance en las comunicaciones radiofónicas militares: la telegrafía sin hilos entre unidades se hizo factible mediante la adopción de válvulas de vacío dentro de los receptores. El transmisor era un zumbador, y el receptor un amplificador con un triodo. Al final de la guerra los franceses habían producido casi 10.000 de estos aparatos.
Ferrié fue nombrado general en 1919 y se mantuvo en servicio hasta su muerte, habiendo sido eximido de las normas de jubilación por una ley especial de 1930, recibiendo el cargo de inspector general de la Telegrafía Militar.
Fue elegido miembro del Instituto de Ingenieros Radiofónicos (IEEE) en 1917, y en 1931 recibió su Medalla de Honor por "su trabajo pionero en el desarrollo de las comunicaciones radiofónicas en Francia y en el mundo, su sostenido liderazgo en el campo de las comunicaciones, y por sus contribuciones excepcionales a la organización de la cooperación internacional en radiofonía." Recibió un doctorado honoris causa de la Universidad de Oxford en 1919, y en 1922 ingresó en la Academia de Ciencias de Francia. Fue el primer presidente del Comité Nacional Francés de Geodesia y Geofísica (1920-1926), presidente de la Unión Radiofónica Científica Internacional (U.R.S.I.) y de la Comisión Internacional de Longitudes por Radio, y vicepresidente del Panel Internacional de Uniones Científicas. También fue presidente de la Société Astronomique de Francia (SAF) (la sociedad astronómica francesa), desde 1925 hasta 1927.
Murió el 16 de febrero de 1932 en el hospital militar de Val-du-Grâce en París. Horas después de su muerte le fue otorgada la Gran Cruz de la Legión de Honor.

## Reconocimientos
- El Espace Ferrié (Musée des Transmissions) perpetúa su memoria en la localidad de Cesson-Sévigné.
- Centros educativos denominados "collège Ferrié" se localizan en Draguignan y en el 10º distrito de París.